# +–=÷× Tour
Il  +–=÷× Tour (pronunciato in inglese The Mathematics Tour), è il quarto tour di concerti del cantautore britannico Ed Sheeran, a supporto di tutti i suoi album in studio.

## Annuncio
Il 17 settembre 2021, Sheeran annunciò la sua volontà di intraprendere una tournée di 27 concerti in tutta Europa. Non appena i biglietti furono resi disponibili e per via dell'ingente domanda, vennero aggiunte ulteriori date in Nord America, portando a 64 il numero complessivo di spettacoli in giro per il mondo, cui fecero seguito le tappe in Oceania a Brisbane, Sydney e Melbourne, mettendo in vendita i rispettivi biglietti otto giorni più tardi. Il 20 settembre dello stesso anno il concerto previsto il 1º febbraio 2023 a Wellington fu annullato a causa delle continue incertezze riguardanti una serie di variabili per i tour globali. Peraltro, nell'ottobre 2022 Sheeran dichiarò che gli spettacoli della tappa nordamericana si sarebbe svolta nel 2023.

## Scaletta
1. Tides
2. Blow
3. I'm a Mess
4. Shivers
5. The A Team
6. Castle on the Hill
7. 2step
8. Tenerife Sea
9. First Times
10. Visiting Hours
11. Own It / Peru / Beautiful People / I Don't Care
12. Overpass Graffiti
13. Galway Girl
14. Thinking Out Loud
15. The Joker and the Queen
16. Perfect
17. Bloodstream
18. Afterglow
19. Shape of You
20. Bad Habits
21. You Need Me, I Don't Need You

## Artisti d'apertura
La seguente lista rappresenta il numero correlato agli artisti d'apertura nella tabella delle date del tour.
- Maisie Peters = 1
- Denise Chalia = 2
- Dylan = 3
- Cat Burns = 4
- Griff = 5
- Kaylee Bell = 6
- Budjerah = 7
- Khalid = 8
- Rosa Linn = 9
- John Mayer = 10
- Little Big Town = 11
- Russ = 12
- Calum Scott = 13
- Ben&Ben = 14
- Prateek Kuhad = 15
- Birdy = 16

## Date
| Data              | Città                  | Stato               | Luogo                                 | Artisti d'apertura | Biglietti (venduti / disponibili) | Incasso |
| Europa            | Europa                 | Europa              | Europa                                | Europa             | Europa                            | Europa |
| ----------------- | ---------------------- | ------------------- | ------------------------------------- | ------------------ | --------------------------------- | --- |
| 23 aprile 2022    | Dublino                | Irlanda             | Croke Park                            | 1 ; 2              | 160.000 / 160.000                 | $12.398.154 |
| 24 aprile 2022    | Dublino                | Irlanda             | Croke Park                            | 1 ; 2              | 160.000 / 160.000                 | $12.398.154 |
| 28 aprile 2022    | Cork                   | Irlanda             | Páirc Uí Chaoimh                      | 1 ; 2              | 80.000 / 80.000                   | $5.803.983 |
| 29 aprile 2022    | Cork                   | Irlanda             | Páirc Uí Chaoimh                      | 1 ; 2              | 80.000 / 80.000                   | $5.803.983 |
| 5 maggio 2022     | Limerick               | Irlanda             | Thomond Park                          | 1 ; 2              | 61.780 / 63.234                   | $5.210.048 |
| 6 maggio 2022     | Limerick               | Irlanda             | Thomond Park                          | 1 ; 2              | 61.780 / 63.234                   | $5.210.048 |
| 12 maggio 2022    | Belfast                | Regno Unito         | Boucher Road Playing Fields           | 1 ; 2              | 73.519 / 80.604                   | $6.281.351 |
| 13 maggio 2022    | Belfast                | Regno Unito         | Boucher Road Playing Fields           | 1 ; 2              | 73.519 / 80.604                   | $6.281.351 |
| 26 maggio 2022    | Cardiff                | Regno Unito         | Principality Stadium                  | 1 ; 3              | 185.490 / 185.490                 | $15.059.755 |
| 27 maggio 2022    | Cardiff                | Regno Unito         | Principality Stadium                  | 1 ; 3              | 185.490 / 185.490                 | $15.059.755 |
| 28 maggio 2022    | Cardiff                | Regno Unito         | Principality Stadium                  | 1 ; 3              | 185.490 / 185.490                 | $15.059.755 |
| 3 giugno 2022     | Sunderland             | Regno Unito         | Stadium of Light                      | 1 ; 3              | 106.641 / 106.641                 | $8.887.711 |
| 4 giugno 2022     | Sunderland             | Regno Unito         | Stadium of Light                      | 1 ; 3              | 106.641 / 106.641                 | $8.887.711 |
| 9 giugno 2022     | Manchester             | Regno Unito         | Etihad Stadium                        | 1 ; 3              | 218.639 / 218.639                 | $17.703.371 |
| 10 giugno 2022    | Manchester             | Regno Unito         | Etihad Stadium                        | 1 ; 3              | 218.639 / 218.639                 | $17.703.371 |
| 11 giugno 2022    | Manchester             | Regno Unito         | Etihad Stadium                        | 1 ; 3              | 218.639 / 218.639                 | $17.703.371 |
| 12 giugno 2022    | Manchester             | Regno Unito         | Etihad Stadium                        | 1 ; 3              | 218.639 / 218.639                 | $17.703.371 |
| 16 giugno 2022    | Glasgow                | Regno Unito         | Hampden Park                          | 1 ; 3              | 93.344 / 93.344                   | $7.579.774 |
| 17 giugno 2022    | Glasgow                | Regno Unito         | Hampden Park                          | 1 ; 3              | 93.344 / 93.344                   | $7.579.774 |
| 24 giugno 2022    | Londra                 | Regno Unito         | Stadio di Wembley                     | 1 ; 3              | 445.577 / 445.577                 | $37.035.896 |
| 25 giugno 2022    | Londra                 | Regno Unito         | Stadio di Wembley                     | 1 ; 3              | 445.577 / 445.577                 | $37.035.896 |
| 29 giugno 2022    | Londra                 | Regno Unito         | Stadio di Wembley                     | 1 ; 3              | 445.577 / 445.577                 | $37.035.896 |
| 30 giugno 2022    | Londra                 | Regno Unito         | Stadio di Wembley                     | 1 ; 3              | 445.577 / 445.577                 | $37.035.896 |
| 1º luglio 2022    | Londra                 | Regno Unito         | Stadio di Wembley                     | 1 ; 3              | 445.577 / 445.577                 | $37.035.896 |
| 7 luglio 2022     | Gelsenkirchen          | Germania            | Veltins-Arena                         | 1 ; 4              | 182.476 / 193.055                 | $13.653.206 |
| 8 luglio 2022     | Gelsenkirchen          | Germania            | Veltins-Arena                         | 1 ; 4              | 182.476 / 193.055                 | $13.653.206 |
| 9 luglio 2022     | Gelsenkirchen          | Germania            | Veltins-Arena                         | 1 ; 4              | 182.476 / 193.055                 | $13.653.206 |
| 14 luglio 2022    | Amsterdam              | Paesi Bassi         | Johan Cruijff Arena                   | 1 ; 4              | 134.119 / 134.119                 | $8.611.476 |
| 15 luglio 2022    | Amsterdam              | Paesi Bassi         | Johan Cruijff Arena                   | 1 ; 4              | 134.119 / 134.119                 | $8.611.476 |
| 22 luglio 2022    | Bruxelles              | Belgio              | Stadio Re Baldovino                   | 1 ; 3 ; 4          | 104.473 / 127.999                 | $8.273.105 |
| 23 luglio 2022    | Bruxelles              | Belgio              | Stadio Re Baldovino                   | 1 ; 3 ; 4          | 104.473 / 127.999                 | $8.273.105 |
| 29 luglio 2022    | Saint-Denis            | Francia             | Stade de France                       | 1 ; 4              | 166.764 / 166.764                 | $10.795.324 |
| 30 luglio 2022    | Saint-Denis            | Francia             | Stade de France                       | 1 ; 4              | 166.764 / 166.764                 | $10.795.324 |
| 3 agosto 2022     | Copenaghen             | Danimarca           | Øresundsparken                        | 1 ; 4              | 156.818 / 158.819                 | $14.175.774 |
| 4 agosto 2022     | Copenaghen             | Danimarca           | Øresundsparken                        | 1 ; 4              | 156.818 / 158.819                 | $14.175.774 |
| 5 agosto 2022     | Copenaghen             | Danimarca           | Øresundsparken                        | 1 ; 4              | 156.818 / 158.819                 | $14.175.774 |
| 6 agosto 2022     | Copenaghen             | Danimarca           | Øresundsparken                        | 1 ; 3              | 156.818 / 158.819                 | $14.175.774 |
| 10 agosto 2022    | Göteborg               | Svezia              | Ullevi                                | 1 ; 4              | 120.283 / 129.350                 | $9.558.902 |
| 11 agosto 2022    | Göteborg               | Svezia              | Ullevi                                | 1 ; 4              | 120.283 / 129.350                 | $9.558.902 |
| 20 agosto 2022    | Helsinki               | Finlandia           | Stadio Olimpico                       | 1 ; 4              | 46.667 / 46.667                   | $4.229.589 |
| 25 agosto 2022    | Varsavia               | Polonia             | PGE Narodowy                          | 1 ; 4              | 146.340 / 146.340                 | $9.056.295 |
| 26 agosto 2022    | Varsavia               | Polonia             | PGE Narodowy                          | 1 ; 4              | 146.340 / 146.340                 | $9.056.295 |
| 1º settembre 2022 | Vienna                 | Austria             | Stadio Ernst Happel                   | 1 ; 4              | 124.800 / 130.599                 | $9.412.514 |
| 2 settembre 2022  | Vienna                 | Austria             | Stadio Ernst Happel                   | 1 ; 4              | 124.800 / 130.599                 | $9.412.514 |
| 10 settembre 2022 | Monaco di Baviera      | Germania            | Stadio Olimpico                       | 4 ; 5              | 200.184 / 215.031                 | $15.689.903 |
| 11 settembre 2022 | Monaco di Baviera      | Germania            | Stadio Olimpico                       | 4 ; 5              | 200.184 / 215.031                 | $15.689.903 |
| 12 settembre 2022 | Monaco di Baviera      | Germania            | Stadio Olimpico                       | 4 ; 5              | 200.184 / 215.031                 | $15.689.903 |
| 16 settembre 2022 | Zurigo                 | Svizzera            | Letzigrund                            | 4 ; 5              | 95.840 / 96.739                   | $12.200.837 |
| 17 settembre 2022 | Zurigo                 | Svizzera            | Letzigrund                            | 4 ; 5              | 95.840 / 96.739                   | $12.200.837 |
| 23 settembre 2022 | Francoforte sul Meno   | Germania            | Deutsche Bank Park                    | 4 ; 5              | 182.856 / 184.201                 | $13.452.253 |
| 24 settembre 2022 | Francoforte sul Meno   | Germania            | Deutsche Bank Park                    | 4 ; 5              | 182.856 / 184.201                 | $13.452.253 |
| 25 settembre 2022 | Francoforte sul Meno   | Germania            | Deutsche Bank Park                    | 4 ; 5              | 182.856 / 184.201                 | $13.452.253 |
| Oceania           |                        |                     |                                       |                    |                                   | |
| 2 febbraio 2023   | Wellington             | Nuova Zelanda       | Sky Stadium                           | 1 ; 6              | 47.260 / 47.260                   | $5.024.421 |
| 10 febbraio 2023  | Auckland               | Nuova Zelanda       | Eden Park                             | 1 ; 6              | 83.574 / 83.574                   | $7.461.871 |
| 11 febbraio 2023  | Auckland               | Nuova Zelanda       | Eden Park                             | 1 ; 6              | 83.574 / 83.574                   | $7.461.871 |
| 17 febbraio 2023  | Brisbane               | Australia           | Suncorp Stadium                       | 1 ; 7              | 172.894 / 172.894                 | $19.213.071 |
| 18 febbraio 2023  | Brisbane               | Australia           | Suncorp Stadium                       | 1 ; 7              | 172.894 / 172.894                 | $19.213.071 |
| 19 febbraio 2023  | Brisbane               | Australia           | Suncorp Stadium                       | 1 ; 7              | 172.894 / 172.894                 | $19.213.071 |
| 24 febbraio 2023  | Sydney                 | Australia           | Accor Stadium                         | 1 ; 7              | 171.699 / 171.699                 | $18.936.619 |
| 25 febbraio 2023  | Sydney                 | Australia           | Accor Stadium                         | 1 ; 7              | 171.699 / 171.699                 | $18.936.619 |
| 2 marzo 2023      | Melbourne              | Australia           | Melbourne Cricket Ground              | 1 ; 7              | 210.857 / 210.857                 | $20.871.850 |
| 3 marzo 2023      | Melbourne              | Australia           | Melbourne Cricket Ground              | 1 ; 7              | 210.857 / 210.857                 | $20.871.850 |
| 7 marzo 2023      | Adelaide               | Australia           | Adelaide Oval                         | 1 ; 7              | 59.708 / 59.708                   | $6.665.766 |
| 12 marzo 2023     | Perth                  | Australia           | Optus Stadium                         | 1 ; 7              | 73.092 / 73.092                   | $7.051.018 |
| Nord America      |                        |                     |                                       |                    |                                   | |
| 29 aprile 2023    | New Orleans            | Stati Uniti         | Fair Grounds Race Course              | N.D.               | N.D.                              | N.D. |
| 6 maggio 2023     | Arlington              | Stati Uniti         | AT&T Stadium                          | 3 ; 8              | 59.265 / 59.265                   | $5.733.414 |
| 13 maggio 2023    | Houston                | Stati Uniti         | NRG Stadium                           | 3 ; 8              | 58.183 / 58.183                   | $5.321.684 |
| 20 maggio 2023    | Tampa                  | Stati Uniti         | Raymond James Stadium                 | 3 ; 8              | 77.891 / 77.891                   | $7.759.215 |
| 27 maggio 2023    | Atlanta                | Stati Uniti         | Mercedes-Benz Stadium                 | 3 ; 8              | 76.335 / 76.335                   | $7.100.499 |
| 3 giugno 2023     | Filadelfia             | Stati Uniti         | Lincoln Financial Field               | 3 ; 8              | 77.900 / 77.900                   | $7.767.923 |
| 10 giugno 2023    | East Rutherford        | Stati Uniti         | MetLife Stadium                       | 3 ; 8              | 173.390 / 173.390                 | $18.007.052 |
| 11 giugno 2023    | East Rutherford        | Stati Uniti         | MetLife Stadium                       | 3 ; 8              | 173.390 / 173.390                 | $18.007.052 |
| 17 giugno 2023    | Toronto                | Canada              | Rogers Centre                         | 8 ; 9              | 93.683 / 93.683                   | $9.906.436 |
| 18 giugno 2023    | Toronto                | Canada              | Rogers Centre                         | 8 ; 9              | 93.683 / 93.683                   | $9.906.436 |
| 24 giugno 2023    | Landover               | Stati Uniti         | FedEx Field                           | 9                  | 62.270 / 62.270                   | $6.002.528 |
| 30 giugno 2023    | Foxborough             | Stati Uniti         | Gillette Stadium                      | 9 ; 10             | N.D.                              | N.D. |
| 1º luglio 2023    | Foxborough             | Stati Uniti         | Gillette Stadium                      | 9 ; 11             | N.D.                              | N.D. |
| 8 luglio 2023     | Pittsburgh             | Stati Uniti         | Acrisure Stadium                      | 8 ; 9              | 67.829 / 67.829                   | $5.823.055 |
| 15 luglio 2023    | Detroit                | Stati Uniti         | Ford Field                            | 8 ; 9              | 70.372 / 70.372                   | $7.126.417 |
| 22 luglio 2023    | Nashville              | Stati Uniti         | Nissan Stadium                        | 4 ; 8              | 73.874 / 73.874                   | $6.227.586 |
| 29 luglio 2023    | Chicago                | Stati Uniti         | Soldier Field                         | 4 ; 8              | 73.015 / 73.015                   | $8.054.888 |
| 5 agosto 2023     | Kansas City            | Stati Uniti         | GEHA Field at Arrowhead               | 4 ; 8              | 70.352 / 70.352                   | $5.122.007 |
| 12 agosto 2023    | Minneapolis            | Stati Uniti         | U.S. Bank Stadium                     | 4 ; 8              | 72.102 / 72.102                   | $6.714.462 |
| 19 agosto 2023    | Denver                 | Stati Uniti         | Empower Field at Mile High            | 4 ; 8              | 79.680 / 79.680                   | $8.560.475 |
| 26 agosto 2023    | Seattle                | Stati Uniti         | Lumen Field                           | 1 ; 8              | 77.286 / 77.286                   | $7.942.459 |
| 2 settembre 2023  | Vancouver              | Canada              | BC Place                              | 1 ; 8              | 65.061 / 65.061                   | $6.597.928 |
| 16 settembre 2023 | Santa Clara            | Stati Uniti         | Levi's Stadium                        | 1 ; 12             | 80.058 / 80.058                   | $9.821.417 |
| 23 settembre 2023 | Inglewood              | Stati Uniti         | SoFi Stadium                          | 1 ; 12             | 81.384 / 81.384                   | $9.225.764 |
| 28 ottobre 2023   | Paradise               | Stati Uniti         | Allegiant Stadium                     | 1 ; 12             | N.D.                              | N.D. |
| Asia              |                        |                     |                                       |                    |                                   | |
| 15 gennaio 2024   | Sakhir                 | Bahrein             | Anfiteatro Al-Dana                    | 13                 | N.D.                              | N.D. |
| 19 gennaio 2024   | Dubai                  | Emirati Arabi Uniti | The Sevens                            | 13                 | N.D.                              | N.D. |
| 20 gennaio 2024   | Dubai                  | Emirati Arabi Uniti | The Sevens                            | 13                 | N.D.                              | N.D. |
| 27 gennaio 2024   | Osaka                  | Giappone            | Osaka Dome                            | 13                 | N.D.                              | N.D. |
| 28 gennaio 2024   | Osaka                  | Giappone            | Osaka Dome                            | 13                 | N.D.                              | N.D. |
| 31 gennaio 2024   | Tokyo                  | Giappone            | Tokyo Dome                            | 13                 | N.D.                              | N.D. |
| 3 febbraio 2024   | Kaohsiung              | Taiwan              | World Games Stadium                   | 13                 | N.D.                              | N.D. |
| 10 febbraio 2024  | Bangkok                | Thailand            | Stadio Rajamangala                    | 13                 | N.D.                              | N.D. |
| 16 febbraio 2024  | Singapore              | Singapore           | Stadio Nazionale di Singapore         | 13                 | N.D.                              | N.D. |
| 24 febbraio 2024  | Kuala Lumpur           | Malaysia            | Stadio nazionale di Bukit Jalil       | 13                 | N.D.                              | N.D. |
| 2 marzo 2024      | Giacarta               | Indonesia           | Stadio internazionale di Giacarta     | 13                 | N.D.                              | N.D. |
| 9 marzo 2024      | Parañaque              | Filippine           | SMDC Festival Grounds                 | 13 ; 14            | N.D.                              | N.D. |
| 16 marzo 2024     | Mumbai                 | India               | Mahalaxmi Racecourse                  | 13 ; 15            | N.D.                              | N.D. |
| Nord America      |                        |                     |                                       |                    |                                   | |
| 3 maggio 2024     | Hollywood              | Stati Uniti         | Hard Rock Live                        |                    | N.D.                              | N.D. |
| 24 maggio 2024    | Boston                 | Stati Uniti         | Harvard Stadium                       |                    | N.D.                              | N.D. |
| 26 maggio 2024    | Napa                   | Stati Uniti         | Napa Valley Expo                      |                    | N.D.                              | N.D. |
| Europa            |                        |                     |                                       |                    |                                   | |
| 8 giugno 2024     | Lucca                  | Italia              | Mura Storiche (Lucca Summer Festival) | 16                 | N.D.                              | N.D. |
| 9 giugno 2024     | Lucca                  | Italia              | Mura Storiche (Lucca Summer Festival) | 16                 | N.D.                              | (data aggiunta a causa del sold-out dopo poche ore dall'apertura della prevendita dei biglietti dell'8 giugno) |
| 12 giugno 2024    | Monaco di Baviera      | Germania            | Theresienwiese                        | N.D.               | N.D.                              | N.D. |
| 16 giugno 2024    | Lisbona                | Portogallo          | Parque Tejo                           | N.D.               | N.D.                              | N.D. |
| 21 giugno 2024    | Scheeßel               | Germania            | Eichenring                            | N.D.               | N.D.                              | N.D. |
| 22 giugno 2024    | Neuhausen ob Eck       | Germania            | Neuhausen ob Eck Airfield             | N.D.               | N.D.                              | N.D. |
| 23 giugno 2024    | Landgraaf              | Paesi Bassi         | Megaland                              | N.D.               | N.D.                              | N.D. |
| 26 giugno 2024    | Attard                 | Malta               | Parco nazionale Ta' Qali              | 13                 | N.D.                              | N.D. |
| 29 giugno 2024    | Santa Cruz de Tenerife | Spagna              | Stadio Heliodoro Rodríguez López      | 13                 | N.D.                              | N.D. |
| 4 luglio 2024     | Stavern                | Norvegia            | Larvik Golf Arena                     | N.D.               | N.D.                              | N.D. |
| 6 luglio 2024     | Santiago di Compostela | Spagna              | Auditorio Monte do Gozo               | N.D.               | N.D.                              | N.D. |
| 12 luglio 2024    | Danzica                | Polonia             | Stadion Gdańsk                        | 13                 | N.D.                              | N.D. |
| 13 luglio 2024    | Danzica                | Polonia             | Stadion Gdańsk                        | 13                 | N.D.                              | N.D. |
| 20 luglio 2024    | Budapest               | Ungheria            | Puskás Aréna                          | 13                 | N.D.                              | N.D. |
| 27 luglio 2024    | Hradec Králové         | Repubblica Ceca     | Park 360                              | 13                 | N.D.                              | N.D. |
| 28 luglio 2024    | Hradec Králové         | Repubblica Ceca     | Park 360                              | 13                 | N.D.                              | N.D. |
| 3 agosto 2024     | Kaunas                 | Lituania            | Stadio Darius & Girenas               | 13                 | N.D.                              | N.D. |
| 4 agosto 2024     | Kaunas                 | Lituania            | Stadio Darius & Girenas               | 13                 | N.D.                              | N.D. |
| 10 agosto 2024    | Zagabria               | Croazia             | Ippodromo di Zagabria                 | 13                 | N.D.                              | N.D. |
| 14 agosto 2024    | Sankt Pölten           | Austria             | Greenpark                             | N.D.               | N.D.                              | N.D. |
| 17 agosto 2024    | Belgrado               | Serbia              | Ušće Park                             | 13                 | N.D.                              | N.D. |
| 24 agosto 2024    | Bucarest               | Romania             | Arena Națională                       | 13                 | N.D.                              | N.D. |
| 31 agosto 2024    | Sofia                  | Bulgaria            | Stadio nazionale Vasil Levski         | 13                 | N.D.                              | N.D. |
| 7 settembre 2024  | Larnaca                | Cipro               | Larnaca Marina                        | 13                 | N.D.                              | N.D. |
| 8 settembre 2024  | Larnaca                | Cipro               | Larnaca Marina                        | 13                 | N.D.                              | N.D. |
| Sud America       |                        |                     |                                       |                    |                                   | |
| 19 settembre 2024 | Rio de Janeiro         | Brasile             | Parco olimpico di Barra               |                    | N.D.                              | N.D. |
| Totale            | Totale                 | Totale              | Totale                                | Totale             | 5.470.234 / 5.623.805 (97,27%)    | $556.400.000                                                                                                   |

### Cancellazioni
| Data             | Città      | Stato         | Luogo           | Causa              |
| Europa           | Europa     | Europa        | Europa          | Europa             |
| ---------------- | ---------- | ------------- | --------------- | ------------------ |
| 21 agosto 2022   | Helsinki   | Finlandia     | Stadio Olimpico | Cause sconosciute  |
| Oceania          |            |               |                 |                    |
| 1º febbraio 2023 | Wellington | Nuova Zelanda | Sky Stadium     | Problemi logistici |

Note:
1. ↑  Il concerto era parte del New Orleans Jazz & Heritage Festival.